# Fawzi al-Qawuqji
Fawzi al-Qawuqji (em árabe: فوزي القاوقجي; Beirute, 19 de janeiro de 1890 – Beirute, 5 de junho de 1977) foi o principal comandante do Exército de Liberação Árabe, que realizou um confronto com Israel em 1948.